# Liang Wenfeng
Liang Wenfeng (chinesisch 梁文鋒 / 梁文锋, Pinyin Liáng Wénfēng; geb. 1985 in Mililing, Guangdong, China) ist ein chinesischer Ingenieur und Unternehmer. Er ist einer der Gründer des Hedgefonds High-Flyer und auch der Gründer und CEO des KI-Unternehmens DeepSeek.

## Ausbildung und frühes Leben
Liang Wenfeng ist 1985 im Dorf Mililing der Provinz Guangdong geboren. Er wuchs in der südchinesischen Provinz Guangdong auf, wo seine Eltern als Grundschullehrer tätig waren. In der Schule war er gut in Mathematik, bei seinem Aufnahmeexamen für die Universität erhielt Wenfeng die Höchstnote der Provinz. Später ging er auf die Zhejiang-Universität in Hangzhou, wo er Information Engineering studierte. 2007 erhielt er seinen Bachelor. 2010 schloss er sein Studium ab. Darauf experimentierte er mit verschiedenen Anwendungsmöglichkeiten der Künstlichen Intelligenz (KI) in Chengdu, bis er auf die Idee kam, die Künstliche Intelligenz auf dem Finanzmarkt anzuwenden. Dabei wurde er vom US Amerikanischen Hedge Fund Manager James Simons geprägt. Er schrieb später auch ein Vorwort für die chinesische Ausgabe der Biographie von James Simons.

## Wirken
2013 gründete Liang Wenfeng mit einem Kommilitonen der Zhejiang Universität die Hangzhou Yakebi Investment Management Co. Ltd., mit der sie Künstliche Intelligenz zur Optimierung von Finanzmarktstrategien einsetzten. Zwei Jahre später folgte die Zhejiang Jiuzhang Asset Management Co., Ltd., deren Geschäftsmodell auf einer ähnlichen Strategie basierte.
Im Februar 2016 initiierte Liang mit zwei ehemaligen Studienkollegen die Gründung des Hedgefond High-Flyer, der seine Anlageentscheidungen vollständig auf KI-gestützte Algorithmen stützte. Das Unternehmen erwies sich als äußerst erfolgreich: Eine anfängliche Investition von einer Milliarde Yuan im Jahr 2016 wuchs innerhalb weniger Jahre auf zehn Milliarden Yuan an. Bis 2020 verfügte High-Flyer über einen eigenen Supercomputer.
Ab 2021 begann Liang, mehrere tausend Grafikprozessoren von Nvidia für ein ambitioniertes KI-Projekt zu erwerben. Dieser Entwicklungsprozess mündete 2023 in die Gründung von DeepSeek. Liang verfolgte die Vision, das Unternehmen mit Absolventen chinesischer Universitäten zu besetzen, anstatt auf in den USA ausgebildete Fachkräfte zurückzugreifen. Er war überzeugt, dass es möglich sei, hochqualifizierte Mitarbeiter innerhalb Chinas auszubilden.
Im Januar 2025 veröffentlichte DeepSeek den KI-gestützten Chatbot R1, der in seiner Leistungsfähigkeit mit etablierten Lösungen vergleichbar war. Sein Quelltext wurde öffentlich zugänglich gemacht, und nach Unternehmensangaben war seine Entwicklung deutlich kosteneffizienter als die der Konkurrenzprodukte. Im April 2025 wurde Liang Wengfeng von der Time auf der Liste der 100 einflussreichsten Personen des Jahres geführt.